# Mercato di sostituzione
Il mercato di sostituzione è una categoria di mercato caratterizzata da politiche di marketing volte a incentivare e invogliare i consumatori all'acquisto di beni sempre più evoluti e aggiornati.
Va imponendosi maggiormente in un contesto di produzione globalizzata e in cui si è prossimi al raggiungimento della saturazione. Si distingue per il fatto che il consumatore piuttosto che essere invitato a effettuare un primo acquisto di un dato prodotto è invece invogliato a sostituire un precedente prodotto con uno più moderno e che promette migliori caratteristiche o prestazioni. Si pensi, a titolo di esempio, al mercato dell'elettronica di consumo e alla continua modificazione a cui sono soggetti i relativi beni in relazione allo sviluppo tecnologico.